# Ordonnance du 2 mai 2005
L'ordonnance du 2 mai 2005 est une ordonnance française qui simplifie le régime juridique des établissements de santé. Elle est le troisième volet du plan de modernisation de l'hôpital sous le président de la République Jacques Chirac et le gouvernement du Premier ministre Jean-Pierre Raffarin. Cette ordonnance a été prise en application de la loi du 9 décembre 2004 de simplification du droit. L'ordonnance prend des dispositions relatives à la réforme des règles d'organisation et de fonctionnement des établissements publics de santé, à l'organisation hospitalière et universitaire, aux centres de lutte contre le cancer, et à certains personnels de la fonction publique hospitalière.